# Kazushi Hagiwara
Kazushi Hagiwara (萩原一至 Hagiwara Kazushi?), (4 de abril de 1963, Tokio, Japón), es un mangaka japonés conocido principalmente por haber creado el manga Bastard!!. 

## Biografía
Hagiwara comenzó su carrera como ayudante del dibujante erótico japonés Dirty Matsumoto, para más tarde ser el ayudante de Izumi Matsumoto, autor de Kimagure Orange Road. Durante sus ratos libres creaba sus propias historias. En 1987, crea una historia corta llamada Wizard!!, Publicada por la revista Weekly Shōnen Jump, A partir de 1988, nace su obra Bastard!!, Obra que marca su carrera artística. En un principio el manga fue polémico debido al nivel de violencia y desnudos que contenía, pero también debido al modo de producción de Hagiwara, que aún contando con un gran equipo de ayudantes Studio Loud in School (algunos de ellos excompañeros de trabajo del estudio de Matsumoto), eran incapaces de mantener un ritmo de producción fluido y cubrir tiempos de entrega, lo que les llevó a cambiar la periodicidad de la serie, primero de semanal a quincenal y así sucesivamente hasta no tener ningún tipo de periodicidad fija, En 2010, el manga Bastard!! entró en pausa definitiva.
Notable en su trabajo es el uso que da de las tramas fotomecánicas para aplicar grises y la estilización de la figura femenina, así como las constantes referencias y homenajes a la música heavy metal, a través de transformar títulos de canciones y grupos musicales en topónimos y nombres propios de su universo ficticio. Las referencias a otros anime y a la fantasía épica en general también son frecuentes. Hagiwara es considerado una personalidad, ya que suele participar constantemente de jurado o invitado en diferente tipo de eventos realizados por el fandom, debido a la buena relación que mantiene con el público. También ha participado en el mundo de la animación, formando parte del proyecto Campus Guardress.
Generalmente nos deja entrever parte de las vicisitudes de su trabajo a través de unas pequeñas tiras cómicas tipo 4Koma que aparecen al terminar ciertos capítulos. Estas tiras se llaman Día y Noche en Koenji, por el lugar donde está ubicado su estudio y en ellas nos relata desde sus problemas con la editorial sobre los plazos de entrega, hasta comentarios y reflexiones sobre su vida, tanto en un plano profesional como personal.
Bastard!! ha sido publicado con éxito en Europa, Japón y Estados Unidos, siendo traducido en diferentes idiomas. Reconocido por su perfeccionismo, Hagiwara retoca cada nueva edición que aparece de su serie.
Otros mangas del autor son Virgin Tyrant y Binetsu Rouge.

## Obras
- Bastard!! (1988)
- Bastard!! DJ - Expansion Set (2002)

#### One-Shots
- Binetsu Rouge (1987)
- Virgin Tyrant (1988)